# Castelo Branco
Castelo Branco (AFI: [kɐʃ'tɛlu 'bɾɐ̃ku]) este un municipiu în regiunea Centro, Portugalia, reședința districtului Castelo Branco. Are o populație de 31 242 locuitori (56 001 în regiunea urbană) și o suprafață de 1 438,2 km².

## Istorie și clădiri
Orașul însuși este destul de vechi și denumit după castelul său (acum niște ruine). Castelo Branco înseamnă literal "castelul alb".
Cel mai important monument din Castelo Branco e Jardim do Paço Episcopal (Grădina Palatului Episcopal). Este una dintre cele mai frumoase grădini baroce din Portugalia și conține statui ale regilor și ale semnelor zodiacale, aranjate printre țarcuri, terase și scări.

## Comune

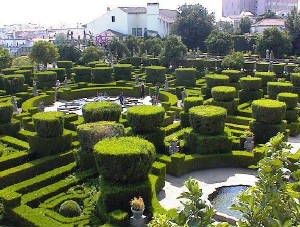
Jardim do Paço in Castelo Branco

- Alcains
- Almaceda
- Benquerenças
- Cafede
- Castelo Branco
- Cebolais de Cima
- Escalos de Baixo
- Escalos de Cima
- Freixial do Campo
- Juncal do Campo
- Lardosa
- Louriçal do Campo
- Lousa
- Malpica do Tejo
- Mata
- Monforte da Beira
- Ninho do Açor
- Póvoa de Rio de Moinhos
- Retaxo
- Salgueiro do Campo
- Santo André das Tojeiras
- São Vicente da Beira
- Sarzedas
- Sobral do Campo
- Tinalhas